# À la porte

À la porte est une pièce de théâtre, monologue dramatique adapté et mis en scène par Marcel Bluwal, tiré du roman éponyme de Vincent Delecroix.
Il est présenté par Michel Aumont au Théâtre de l'Œuvre en février et mars 2007.

## Argument
Un professeur de philosophie à la retraite se retrouve, un dimanche après-midi, à la porte de chez lui, sans avoir moyen d'y entrer à nouveau. Commence alors pour lui une errance dans Paris, non seulement physique mais également psychologique, métaphysique. Sa réflexion sur la vie, ses douleurs, ses drames mais aussi sur sa peur cachée de mourir nous plonge dans un univers intérieur, presque irréel. Ce personnage acariâtre, cynique mais très touchant nous amène avec lui, dans son dialogue intérieur.

## Récompense
- Molière de l'adaptateur pour Marcel Bluwal en 2007[1]
- Molière du spectacle seul(e) en scène pour Michel Aumont en 2007

## Distribution
- Acteur : Michel Aumont
- Mise en scène : Marcel Bluwal
- Assistante Mise en scène : Anne Hérold
- Auteur : Vincent Delecroix
- Décor & costumes : Catherine Bluwal
- Lumière : Jacques Rouveyrollis
- Musique : Jean-Baptiste Favory
- Attachée de presse : Isabelle Desgranges